# Sébastien Bonnecroy
Pour les articles homonymes, voir Bonnecroy.

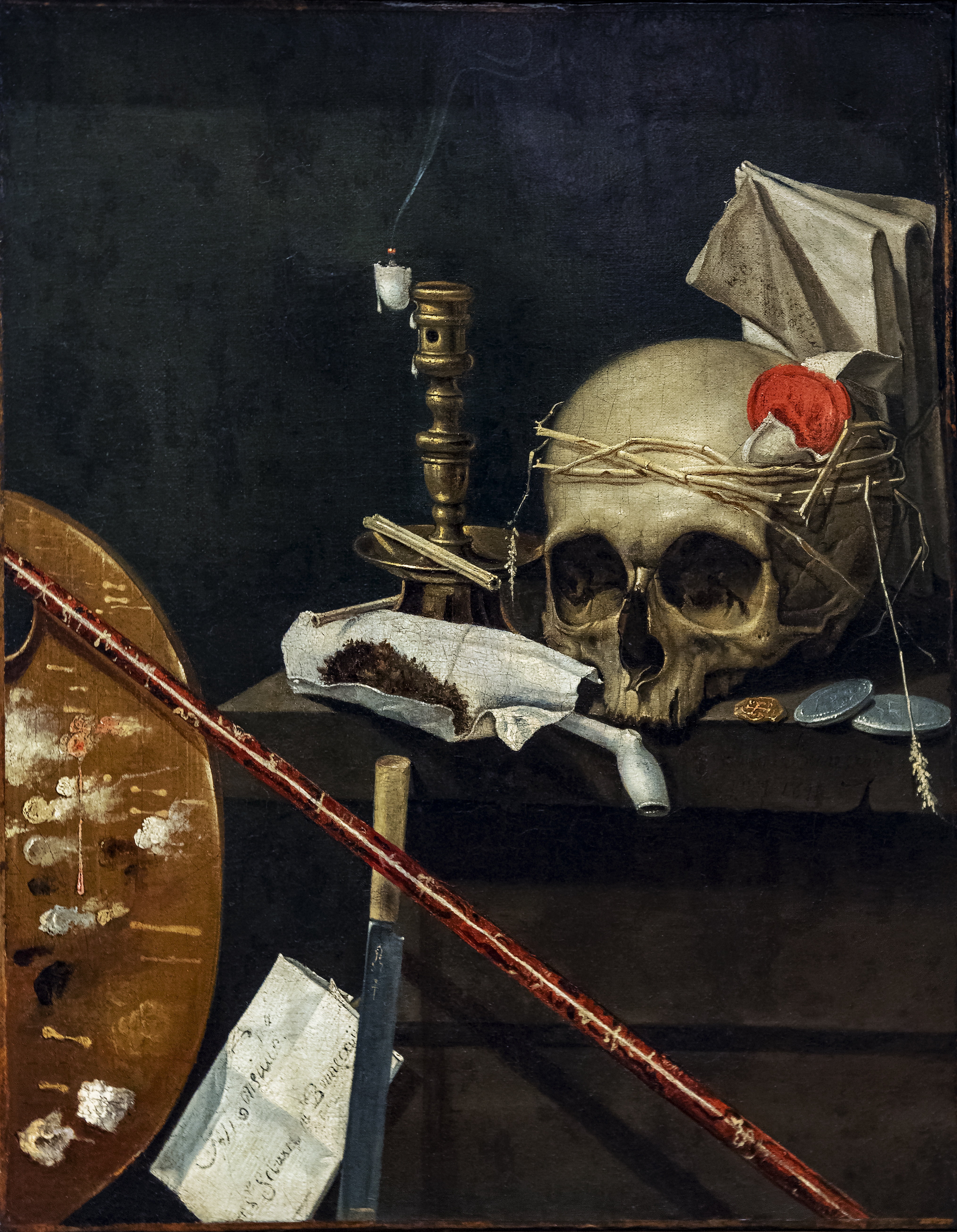
Vanitas (1641), Musée des Beaux-Arts de Strasbourg.

Sébastien Bonnecroy ou Sebastiaen Bonnecroy, né vers 1618, mort en 1676, est un peintre flamand. 

## Biographie
Il y a peu de données biographiques sur cet artiste. Selon certains auteurs, Sébastien Bonnecroy serait un protestant originaire de France.
Actif entre 1641 et 1668, on pense qu'il est mort à La Haye. Il est membre de la communauté des peintres flamands de Saint-Germain-des-Prés, aux côtés d'artistes tels que N.L. Peschier et de Sebastian Stoskopff. Il est l'auteur principalement de portraits, de trompe-l'œil et surtout de vanités, une sorte de nature morte qui fait référence à la fugacité de la vie et à l'inéluctabilité de la mort, genre dans lequel il est influencé par Cornelis Norbertus Gysbrechts et Jean-François de Le Motte.
Parmi ses œuvres, il convient de mentionner Vanitas (1641, Musée des Beaux-Arts de Strasbourg) et Vanitas : un crâne, un violon, une tasse renversée, des livres, des cartes de tarot, une montre de poche, une pipe en terre cuite, un cône et un sac de tabac sur une plaque d'étain, sur une table en bois recouverte d'un tapis (collection particulière).

## Exposition
Sa Vanité. Nature morte (musée des Beaux-arts de Strasbourg, MBA1824) est exposée dans le cadre de l'exposition Les Choses. Une histoire de la nature morte au musée du Louvre du 12 octobre 2022 au 23 janvier 2023, parmi les œuvres de l'espace nommé « Vanité ».